# Чумов, Афанасий Гаврилович
Афана́сий Гаври́лович Чу́мов (15 июля 1901, с. Черновка, Томская губерния — 15 июля 1984 год, Киселёвск, Кемеровская область) — гвардии красноармеец, участник Великой Отечественной войны, Герой Советского Союза.

## Биография
Родился 15 июля 1901 года в селе Черновка (ныне Кочковский район, Новосибирская область) в крестьянской семье.
В РККА с 1920 года, участвовал в Гражданской войне. В 1924 году был демобилизован, работал в колхозе, затем в военизированной охране в городе Киселёвска.
Вторично в РККА был призван Киселёвским военкоматом в сентябре 1941 года. В боях Великой Отечественной войны с этого же месяца. В августе 1942 года был наводчиком  орудия полковой батареи 26-го гвкп 7-й гвкд 1-го гвкк. 
Член ВКП(б) с 1943 года. На фронте — наводчик орудия артиллерийского дивизиона 44-й мотострелковой бригады (1-й танковый корпус, 2-я гвардейская армия, 1-й Прибалтийский фронт).
19 августа 1944 год при отражении контратаки противника у деревни Куржяй (Литва) подбил четыре вражеских танка, два бронетранспортера, две автомашины с пехотой и четыре пулемёта противника.
Указом Президиума Верховного Совета СССР от 24 марта 1945 года за образцовое выполнение боевых заданий командования на фронте борьбы с немецко-фашистскими захватчиками и проявленные при этом мужество и героизм красноармейцу Чумову Афанасию Гавриловичу было присвоено звание Героя Советского Союза.
После Победы был демобилизован. Работал в военизированной охране треста «Киселёвскуголь». Ему было присвоено звание почётного гражданина Киселёвска.
Умер 15 июля 1984 года.

## Награды и почётные звания
- Медаль «Золотая Звезда» № 5020;
- орден Ленина
- орден Славы III степени[3];
- орден Красной Звезды;
- две медали «За отвагу»[4][5];
- почётный гражданин города Киселёвска;
- другие награды.

## Память
- В Киселёвске именем героя названа одна из улиц.